# Sportfreunde 05 Saarbrücken 1962-1963
Questa voce raccoglie le informazioni riguardanti il Sportfreunde 05 Saarbrücken nelle competizioni ufficiali della stagione 1962-1963.

## Stagione
Nella stagione 1962-1963 il Sportfreunde Saarbrücken, allenato da Horst Buhtz, concluse il campionato di Oberliga sudovest al 6º posto.

## Rosa
| N. |                     | Ruolo | Calciatore       |
| -- | ------------------- | ----- | ---------------- |
|    | Germania (bandiera) | P     | Horst Zingraf    |
|    | Germania (bandiera) | D     | Gerhard Ahrens   |
|    | Germania (bandiera) | D     | Rudolf Kühner    |
|    | Germania (bandiera) | D     | Ottmar Schneider |
|    | Germania (bandiera) | C     | Manfred Gärtner  |
|    | Germania (bandiera) | C     | Wilfried Günther |
|    | Germania (bandiera) | C     | Dieter Kahl      |

| N. |                     | Ruolo | Calciatore          |
| -- | ------------------- | ----- | ------------------- |
|    | Germania (bandiera) | C     | Heinz Schichtel     |
|    | Germania (bandiera) | C     | Nikolaus Schubmehl  |
|    | Germania (bandiera) | A     | Josef Christ        |
|    | Germania (bandiera) | A     | Hannes Löhr         |
|    | Germania (bandiera) | A     | Hans-Jürgen Massion |
|    | Germania (bandiera) | A     | Horst Thiel         |

## Organigramma societario
Area tecnica
- Allenatore: Horst Buhtz
- Allenatore in seconda:
- Preparatore dei portieri:
- Preparatori atletici:
- Analisi video:

## Calciomercato

### Sessione estiva
| Acquisti | Acquisti         | Acquisti           | Acquisti |
| R.       | Nome             | da                 | Modalità |
| -------- | ---------------- | ------------------ | -------- |
| A        | Josef Christ     | Stoccarda          |          |
| C        | Wilfried Günther | Schwarz-Weiß Essen |          |
| A        | Horst Thiel      | Saarbrücken        |          |

| Cessioni | Cessioni | Cessioni | Cessioni |
| R.       | Nome     | a        | Modalità |
| -------- | -------- | -------- | -------- |

## Risultati

### Oberliga sudovest

#### Girone di andata
| Arbitro: | Berg |

|                     |           |                                                       |
| Wolf 55’ Scholz 79’ | Marcatori | 16’, 87’ Löhr 42’, 49’, 75’, 80’ Spengler 76’ Massion |

| Arbitro: | Roth |

|                 |           |                       |
| Kahl 55’ (rig.) | Marcatori | 81’ (rig.) Wittemaier |

| 2 settembre 1962 3ª giornata                                                              | Eintracht Bad Kreuznach | 2 – 3 referto             | Sportfreunde 05 Saarbrücken |  |
| \| \| \| \| \| Kunz 58’ Schneider 60’ (aut.) \| Marcatori \| 40’ Massion 42’, 83’ Löhr \| |                         |                           |                             |  |
|                                                                                           |                         |                           |                             |  |
| Kunz 58’ Schneider 60’ (aut.)                                                             | Marcatori               | 40’ Massion 42’, 83’ Löhr |                             |  |

| Arbitro: | Dusch |

|             |           |  |
| Gärtner 59’ | Marcatori |  |

| Arbitro: | Handwerker |

|                |           |                      |
| Peehs 75’, 77’ | Marcatori | 10’ Löhr 84’ Gärtner |

| 23 settembre 1962 6ª giornata                           | Sportfreunde 05 Saarbrücken | 2 – 0 referto | Oppau |  |
| \| \| \| \| \| Spengler 24’ Löhr 29’ \| Marcatori \| \| |                             |               |       |  |
|                                                         |                             |               |       |  |
| Spengler 24’ Löhr 29’                                   | Marcatori                   |               |       |  |

| Arbitro: | Spinnler |

|                              |           |             |
| Trapp 47’, 77’ Mellinger 83’ | Marcatori | 62’ Gärtner |

| Arbitro: | Ott |

|  |           |                            |
|  | Marcatori | 13’, 58’ Spengler 82’ Kahl |

| Arbitro: | Olk |

|                  |           |          |
| Massion 73’, 74’ | Marcatori | 76’ Lüth |

| Arbitro: | Deuschel |

|                          |           |             |
| Massion 14’ Spengler 71’ | Marcatori | 85’ Richter |

| Arbitro: | Freimuth |

|                 |           |                                |
| Weis 52’ (rig.) | Marcatori | 8’ Spengler 24’, 34’, 69’ Löhr |

| 11 novembre 1962 12ª giornata | Sportfreunde 05 Saarbrücken | 0 – 0 referto | Ludwigshafener SC | (2 500 spett.)\| Arbitro: \| Zimmermann \| |
| Arbitro:                      | Zimmermann                  |               |                   |                                            |

| Arbitro: | Siebert |

|                                |           |          |
| Hoffmann 29’ Dausmann 65’, 86’ | Marcatori | 20’ Löhr |

| Arbitro: | Fritz |

|                        |           |            |
| Christ 49’ Gärtner 90’ | Marcatori | 67’ Nehren |

| Arbitro: | Deuschel |

|                                            |           |  |
| Krafczyk 27’, 29’, 62’ Maas 55’ Remark 80’ | Marcatori |  |

#### Girone di ritorno
| Arbitro: | Bregenzer |

|                      |           |  |
| Morsch 34’, 46’, 78’ | Marcatori |  |

| Arbitro: | Weber |

|                                        |           |                        |
| Wittemaier 53’ Gutermann 67’ Mätze 75’ | Marcatori | 21’ Massion 48’ Ördögh |

| Arbitro: | Fritz |

|           |           |                     |
| Christ 8’ | Marcatori | 32’ II 48’ Buchmann |

| Arbitro: | Schmid |

|            |           |                         |
| Christ 21’ | Marcatori | 16’ Geimer 69’ Altmeyer |

| Arbitro: | Hess |

|          |           |                             |
| Groß 38’ | Marcatori | 48’, 70’ Christ 90’ Massion |

| Arbitro: | Weber |

|                                                    |           |  |
| Schneider 49’ Massion 58’ Christ 70’ Löhr 80’, 90’ | Marcatori |  |

| 10 febbraio 1963 22ª giornata | Sportfreunde 05 Saarbrücken | 0 – 0 referto | Wormatia Worms | (2 500 spett.)\| Arbitro: \| Schreiner \| |
| Arbitro:                      | Schreiner                   |               |                |                                           |

| Arbitro: | Bregenzer |

|             |           |          |
| Löhfelm 47’ | Marcatori | 54’ Löhr |

| Arbitro: | Dremel |

|                                         |           |          |
| Kuntz 4’ Dörrenbächer 41’, 62’ Berg 68’ | Marcatori | 89’ Löhr |

| Arbitro: | Tschenscher |

|                                             |           |               |
| Richter 22’, 59’ Meier 42’, 80’ Neumann 64’ | Marcatori | 40’, 87’ Löhr |

| Arbitro: | Berg |

|                                                            |           |             |
| Massion 36’ Löhr 43’, 74’ Christ 62’, 70’ (rig.), 80’, 87’ | Marcatori | 47’ Pollert |

| Arbitro: | Roth |

|                            |           |            |
| Vondung 16’ Hager 50’, 73’ | Marcatori | 28’ Christ |

| Arbitro: | Hager |

|                                      |           |             |
| Schneider 14’ Christ 67’ Schmidt 90’ | Marcatori | 39’ Herbrik |

| Arbitro: | Bregenzer |

|  |           |                         |
|  | Marcatori | 2’ Schönwälder 80’ Meng |

| Arbitro: | Kahrmann |

|  |           |                           |
|  | Marcatori | 12’ Massion 73’ Schneider |

## Statistiche

### Statistiche di squadra
| Competizione      | Punti | In casa | In casa | In casa | In casa | In casa | In casa | In trasferta | In trasferta | In trasferta | In trasferta | In trasferta | In trasferta | Totale | Totale | Totale | Totale | Totale | Totale | DR  |
| Competizione      | Punti | G       | V       | N       | P       | Gf      | Gs      | G            | V            | N            | P            | Gf           | Gs           | G      | V      | N      | P      | Gf     | Gs     | DR  |
| ----------------- | ----- | ------- | ------- | ------- | ------- | ------- | ------- | ------------ | ------------ | ------------ | ------------ | ------------ | ------------ | ------ | ------ | ------ | ------ | ------ | ------ | --- |
| Oberliga sudovest | 35    | 15      | 9       | 3       | 3       | 30      | 12      | 15           | 6            | 2            | 7            | 33           | 35           | 30     | 15     | 5      | 10     | 63     | 47     | +16 |
| Totale            | 35    | 15      | 9       | 3       | 3       | 30      | 12      | 15           | 6            | 2            | 7            | 33           | 35           | 30     | 15     | 5      | 10     | 63     | 47     | +16 |

### Andamento in campionato
| Giornata  | 1 | 2 | 3 | 4 | 5 | 6 | 7 | 8 | 9 | 10 | 11 | 12 | 13 | 14 | 15 | 16 | 17 | 18 | 19 | 20 | 21 | 22 | 23 | 24 | 25 | 26 | 27 | 28 | 29 | 30 |
| --------- | - | - | - | - | - | - | - | - | - | -- | -- | -- | -- | -- | -- | -- | -- | -- | -- | -- | -- | -- | -- | -- | -- | -- | -- | -- | -- | -- |
| Luogo     | T | C | T | C | T | C | T | T | C | C  | T  | C  | T  | C  | T  | C  | T  | C  | C  | T  | C  | C  | T  | T  | T  | C  | T  | C  | C  | T  |
| Risultato | V | N | V | V | N | V | P | V | V | V  | V  | N  | P  | V  | P  | V  | P  | P  | P  | V  | V  | N  | N  | P  | P  | V  | P  | V  | P  | V  |
| Posizione | 1 | 3 | 3 | 3 | 3 | 2 | 5 | 3 | 1 | 2  | 2  | 2  | 3  | 4  | 5  | 4  | 4  | 5  | 5  | 5  | 5  | 5  | 5  | 6  | 6  | 6  | 6  | 6  | 6  | 6  |

Legenda:

Luogo: C = Casa; T = Trasferta. Risultato: V = Vittoria; N = Pareggio; P = Sconfitta.

### Statistiche dei giocatori
| Giocatore       | Oberliga sudovest | Oberliga sudovest | Oberliga sudovest | Oberliga sudovest | Coppa di Germania | Coppa di Germania | Coppa di Germania | Coppa di Germania | Totale   | Totale | Totale      | Totale     |
| Giocatore       | Presenze          | Reti              | Ammonizioni       | Espulsioni        | Presenze          | Reti              | Ammonizioni       | Espulsioni        | Presenze | Reti   | Ammonizioni | Espulsioni |
| --------------- | ----------------- | ----------------- | ----------------- | ----------------- | ----------------- | ----------------- | ----------------- | ----------------- | -------- | ------ | ----------- | ---------- |
| G. Ahrens       | 5                 | 0                 | 0                 | 0                 | 0                 | 0                 | 0                 | 0                 | 5        | 0      | 0           | 0          |
| W. Cadario      | 16                | 0                 | 0                 | 0                 | 0                 | 0                 | 0                 | 0                 | 16       | 0      | 0           | 0          |
| J. Christ       | 21                | 12                | 0                 | 0                 | 1                 | 1                 | 0                 | 0                 | 22       | 13     | 0           | 0          |
| J. Geisen       | 0                 | 0                 | 0                 | 0                 | 1                 | 0                 | 0                 | 0                 | 1        | 0      | 0           | 0          |
| M. Gärtner      | 29                | 4                 | 0                 | 0                 | 1                 | 0                 | 0                 | 0                 | 30       | 4      | 0           | 0          |
| W. Günther      | 0                 | 0                 | 0                 | 0                 | 1                 | 0                 | 0                 | 0                 | 1        | 0      | 0           | 0          |
| D. Kahl         | 29                | 2                 | 0                 | 0                 | 1                 | 1                 | 0                 | 0                 | 30       | 3      | 0           | 0          |
| R. Kühner       | 27                | 0                 | 0                 | 0                 | 0                 | 0                 | 0                 | 0                 | 27       | 0      | 0           | 0          |
| L. Langenberger | 2                 | 0                 | 0                 | 0                 | 0                 | 0                 | 0                 | 0                 | 2        | 0      | 0           | 0          |
| L. Langenfeld   | 1                 | 0                 | 0                 | 0                 | 0                 | 0                 | 0                 | 0                 | 1        | 0      | 0           | 0          |
| H. Löhr         | 24                | 18                | 0                 | 0                 | 1                 | 0                 | 0                 | 0                 | 25       | 18     | 0           | 0          |
| H. Massion      | 29                | 10                | 0                 | 0                 | 1                 | 0                 | 0                 | 0                 | 30       | 10     | 0           | 0          |
| M. Morsch       | 4                 | 3                 | 0                 | 0                 | 0                 | 0                 | 0                 | 0                 | 4        | 3      | 0           | 0          |
| H. Schichtel    | 29                | 0                 | 0                 | 0                 | 1                 | 0                 | 0                 | 0                 | 30       | 0      | 0           | 0          |
| K. Schmidt      | 3                 | 1                 | 0                 | 0                 | 0                 | 0                 | 0                 | 0                 | 3        | 1      | 0           | 0          |
| O. Schneider    | 27                | 3                 | 0                 | 0                 | 1                 | 0                 | 0                 | 0                 | 28       | 3      | 0           | 0          |
| N. Schubmehl    | 4                 | 0                 | 0                 | 0                 | 0                 | 0                 | 0                 | 0                 | 4        | 0      | 0           | 0          |
| H. Spengler     | 13                | 9                 | 0                 | 0                 | 0                 | 0                 | 0                 | 0                 | 13       | 9      | 0           | 0          |
| H. Thiel        | 28                | 0                 | 0                 | 0                 | 1                 | 0                 | 0                 | 0                 | 29       | 0      | 0           | 0          |
| H. Zingraf      | 30                | 0                 | 0                 | 0                 | 1                 | 0                 | 0                 | 0                 | 31       | 0      | 0           | 0          |
| F. Ördögh       | 9                 | 1                 | 0                 | 0                 | 0                 | 0                 | 0                 | 0                 | 9        | 1      | 0           | 0          |